# VRK1 (протеинкиназа)
VRK1 (vaccinia-related kinase 1) — эволюционно консервативная серин/треонин-протеинкиназа (EC 2.7.11.1) из суперсемейства казеинкиназ. Данный фермент кодируется геном VRK1, расположенным у человека на хромосоме 14 (14q32.2). Белок VRK1 локализован в ядре клетки, регулирует ремоделирование хроматина путем фосфорилирования и влияет на ацетилирование гистонов. Он участвует в немедленном ответе по восстановлению хроматина при нарушениях, вызванных повреждениями ДНК.
Помимо VRK1 в клеточном ответе на повреждения ДНК участвует белок p53. VRK1 специфически фосфорилирует p53 по 18-му треонину (Thr-18) аминокислотной последовательности, что приводит к стабилизации p53 и его последующему накоплению с инициацией p53-зависимой транскрипции.
Белок VRK1 необходим для деления клеток. Он требуется для выхода из фазы G0 (фазы покоя) клеточного цикла и входа в фазу G1.
VRK1 необходим для нормального гаметогенеза — мыши с дефицитом серин/треонин-протеинкиназы VRK1 жизнеспособны, но и самцы, и самки бесплодны.
Сверхэкспрессия VRK1, способствуя клеточной пролиферации, может способствовать образованию метастазов опухолей нескольких типов рака, но в то же время она может способствовать продлению жизни, путем активации сенсора энергии клеток — АМФ-активируемой протеинкиназы (AMPK)) что было показано в опытах на нематоде Caenorhabditis elegans.